# 清水章弘
清水 章弘（しみず あきひろ、1987年（昭和62年）5月31日 - ）は、日本の学習塾経営者、教育アドバイザー、コメンテーター、ラジオパーソナリティ、株式会社プラスティー教育研究所代表取締役。既婚。2児の父。

## 概要
千葉県船橋市出身。東京大学教育学部、東京大学大学院教育学研究科修士課程修了。
大学在学中に起業。学習塾を経営する傍ら、様々な学校・教育委員会・企業の教育アドバイザーを務める。教育・学習に関する著書多数。海外でも翻訳されている。
新聞・雑誌では勉強法に関する連載を持ち、テレビ番組の監修や解説を行う。現在はTBSテレビ「ひるおび」等でコメンテーターを務める。

## 略歴
- 1987年（昭和62年）、千葉県船橋市生まれ[2]。千代田区立番町小学校を経て、船橋市立習志野台第一小学校、海城中学校・高等学校を卒業。
- 2006年（平成18年）、東京大学に進学。
- 2011年（平成23年）、東京大学教育学部を卒業。東京大学大学院教育学研究科修士課程に進学[2]。
- 2012年（平成24年）、青森県三戸町教育委員会学習アドバイザーに就任。8月21日、iPhone・iPad上で読む電子書籍『誰も書かなかった 勉強の教科書』をリリース[3]。
- 2015年（平成27年）、東京大学大学院教育研究科修士課程を修了。
- 2015年（平成27年）、京都府長岡京市立長岡中学校研究アドバイザーに就任。
- 2016年（平成28年）、国立音楽大学附属中学校・高等学校学習コーディネーターに就任
- 2016年（平成28年）、タカミブライダル（高見株式会社）educational designerに就任[4]
- 2019年（平成31年）、ポスト・イット®︎ブランドアンバサダーに就任
- 2020年（令和2年）、朝日放送ラジオ「清水章弘の合格への道」パーソナリティに就任
- 2021年（令和3年）、駿台学び財団理事に就任
- 2022年（令和4年）、TBSテレビ「ひるおび」木曜隔週コメンテーターとしてレギュラー出演
- 2023年（令和5年）、TOKYO-MX「TOKYO MX news FLAG」木曜隔週コメンテーターとしてレギュラー出演

## エピソード
中学時代に、生徒会長・サッカー部員・応援団長・文化祭実行委員（学年責任者）・協議委員（議長）・旅行委員・HR委員長などを兼任していた。その結果、当時の海城学園の指定鞄であった白カバンを自由化し、サッカー部は都内でベスト8に進み、運動会では応援団長を勤めた。さらに成績は常に上位1桁に入っていた。
現役で東京大学に合格。大学時代は教育学を学びながら、ホッケー部に所属して週に5日間（1日5時間）、練習と筋トレを実行していた。
教育系ベンチャー企業「株式会社プラスティー教育研究所」を起業して、代表取締役に就任し、自ら学習コーチとして複数の生徒を担当し、月に合計100時間以上指導することもある。
東大で教育学を学びながら、中学校・高校と連携して、教育スタッフとして学校改革に取り組み、日本全国に足を運び、講演活動をしている。
大学在学中に出版した『習慣を変えると頭が良くなる』・『勉強がキライなあなたへ』・『自分でも驚くほど成績が上がる勉強法』は3冊とも全てアマゾンの学習指導部門でランキング1位を記録した。この3冊の出版部数と、電子書籍としてリリースした『誰も書かなかった　勉強の教科書』の部数を合計すると10万部を超えた。
『習慣を変えると頭が良くなる』・『勉強がキライなあなたへ』の2冊は、中国・台湾・韓国で翻訳版が出版されている。

## 家族
2015年10月17日にヴァイオリニストでタレントの松尾依里佳と結婚。松尾との間に1男1女がいる。2018年2月14日に第一子女児、2022年9月16日に第二子男児の誕生を報告。当初松尾は一般男性としていて清水のことを公表していなかったが、後にブログで公表している。

## 著作
- 『習慣を変えると頭が良くなる　東大生が教える7つの学習習慣』高陵社書店、2009年12月21日。ISBN 978-4-7711-0978-0。
  - 『現役東大生が教える! 頭がよくなる7つの習慣』PHP研究所〈PHP文庫 し58-1〉、2013年9月2日。ISBN 978-4-569-76058-2。 - 注記：『習慣を変えると頭が良くなる』(高陵社書店 2009年刊)の改題、加筆・修正。
- 『勉強がキライなあなたへ　学びを楽しむ22のレッスン』永田紗戀 書、高陵社書店、2011年7月26日。ISBN 978-4-7711-0988-9。
- 『自分でも驚くほど成績が上がる勉強法』実務教育出版、2012年4月25日。ISBN 978-4-7889-1053-9。
- 『中学生からの勉強のやり方』ディスカヴァー・トゥエンティワン、2013年3月15日。ISBN 978-4-7993-1303-9。
  - 『中学生からの勉強のやり方(新学習指導要領対応・改訂版)』ディスカヴァー・トゥエンティワン、2019年3月15日。ISBN 978-4799324486。 - 注記：『中学生からの勉強のやり方』(ディスカヴァー・トゥエンティワン 2013年刊)の加筆・修正。
- 『現役東大生がこっそりやっている、頭がよくなる勉強法』PHP研究所、2013年3月18日。ISBN 978-4-569-81018-8。
- 『現役東大生がこっそりやっている、すごい!勉強のやり方　勉強も仕事も、もっと効率よく、無理なくできる!』PHP研究所、2014年4月24日。ISBN 978-4-569-81867-2。
- 『図解　中学生からの勉強のやり方』ディスカヴァー・トゥエンティワン、2014年7月16日。ISBN 978-4-7993-1526-2。
- 『30日で効果ばつぐん！「勉強ができるぼく」のつくりかた』PHP研究所、2015年11月25日。ISBN 978-4569826882。
- 『東大生が知っている! 努力を結果に結びつける17のルール』幻冬舎、2016年1月27日。ISBN 978-4344028807。
- 『「苦手」も「キライ」も克服できる！「小学校の算数」が1冊でちゃんとわかる本』PHP研究所、2018年3月16日。ISBN 978-4-569-83776-5。
- 『読むだけで面白いほど成績が上がる 高校生の勉強法』あさひまち 漫画・イラスト、KADOKAWA、2018年6月22日。ISBN 978-4046023230。
- 『清水式 定期テストで結果を出す50の習慣』PHP研究所、2018年7月20日。ISBN 978-4569787916。
- 『中学生からの勉強のやり方　改訂版』ディスカバー・トゥエンティワン、2019年3月14日。ISBN 978-4-7993-2448-6
- 『楽しく学べて成績アップ！東大式ふせん勉強法』ディスカバー・トゥエンティワン、2020年3月20日。ISBN 4799325906。
- 『清水先生の自宅学習相談室』朝日新聞出版、2020年11月20日。ISBN 9784021911057。

### 共編著・監修
- 『「カゲロウデイズ」で中学生からの勉強法が面白いほどわかる本』KADOKAWA、2017年6月24日。ISBN 978-4046018847。 原作 じん(自然の敵P)
- 『受験のＮＥＷカリスマが伝授！　子どものやる気を引き出す　ゲーミフィケーション勉強法』講談社、2017年6月24日。ISBN 978-4062202602。 八尾直輝、綿貫知哉との共著
- 『小学生から自学力がつく！』総合出版すばる舎、2022年6月23日。ISBN 9784799110508。八尾直輝との共著
- 『高校入試の要点が1冊でしっかりわかる本 5科』かんき出版、2022年7月16日。ISBN 978-4-7612-3041-8。監修
- 『高校入試の基礎問が1冊でしっかりわかる本 英語』かんき出版、2022年7月21日。ISBN 978-4-7612-3072-2。桑山巧己との共著
- 『高校入試の基礎問が1冊でしっかりわかる本 数学』かんき出版、2022年7月21日。ISBN 978-4-7612-3071-5。池航平との共著
- 『高校入試の難問が1冊でしっかりわかる本 英語』かんき出版、2022年11月24日。ISBN 978-4-7612-3077-7。浄泉和博との共著
- 『高校入試の難問が1冊でしっかりわかる本 数学』かんき出版、2022年11月24日。ISBN 978-4-7612-3078-4。西川博謙との共著

### 電子書籍
- 『誰も書かなかった　勉強の教科書』POCKE INC、2012年8月21日。

## 出演

### テレビ

#### TBSテレビ
- ひるおび（2022年3月28日、4月11日、4月21日-現在）木曜隔週レギュラー出演中
- Nスタ（2022年11月21日）
- 教えてもらう前と後（MBS/TBS系、不定期出演）

#### NHK Eテレ
- テストの花道 ニューベンゼミ（2016年11月-2018年3月）解説者として出演・番組監修
- バリューの真実（2022年7月5日）解説者として出演

#### テレビ朝日
- 学生才能発掘バラエティ 学生HEROES!（テレビ朝日、2010年4月15日）

#### TOKYO MX
- ザ・ビジョナリー〜異才の花押〜（2018年11月13日、11月20日）
- news TOKYO FLAG（2023年3月3日、3月7日）
- TOKYO MX news FLAG（2023年4月6日-現在）木曜隔週レギュラー出演中

#### HTB北海道テレビ
- 朝日新聞北海道支社 × HTB SDGsスペシャル「コト・チカ2022〜ことばのチカラで広がるキミの世界〜」（2022年3月20日）

#### テレビ愛知
- 5時スタ（2022年8月18日）

#### BSスカパー!
- ニュースザップ（2015年9月23日）

### ラジオ
- 清水章弘の合格への道（朝日放送ラジオ、2020年4月- 毎週金曜日 17:00 - 17:10）
- 安東弘樹DAYS（ニッポン放送、2019年9月19日）
- #リアルをぶつけろ ハッシュタグZ（朝日放送ラジオ、2020年5月22日）

### 雑誌
- 螢雪時代（旺文社、2017年9月-）「清水章弘の 成功のカギをさがして」を連載
- 授業力＆学級統率力（明治図書、2013年4月-9月）で勉強マンガを連載

### 新聞
- 朝日新聞（2019年4月-）EduAにて新聞を用いた勉強法に関する記事を連載
- 朝日小学生新聞（2019年4月-）小学生向けの勉強法に関する記事を連載
- 朝日中高生新聞（2016年4月-2019年3月）中学生向けの勉強法に関する記事を連載
- 子ども新聞（共同通信、2016年4月-2017年3月）小学生向けの勉強法に関する記事を連載

### WEB
- LINEニュース「朝日こども新聞」（2018年8月-）小学生向けの勉強法に関する記事を連載